# 城重雄
城 重雄（じょう しげお、1869年12月3日（明治2年11月1日） - 1908年（明治41年）6月19日）は、日本の政治家。衆議院議員（2期）。

## 経歴
日向国児湯郡、のちの宮崎県児湯郡高鍋町で生まれた。同志社で学び、1893年（明治26年）東京専門学校（現・早稲田大学）英語政治科卒。宮崎県高鍋学校（現・宮崎県立高鍋高等学校）校長、宮崎県会議員、同参事会員となる。
1902年の第7回衆議院議員総選挙において宮崎県から立候補したが10票差で落選した。1903年の第8回衆議院議員総選挙では政友倶楽部公認で立候補してトップで初当選した。1904年の第9回衆議院議員総選挙で再選した。衆議院議員を2期務め、1908年の第10回衆議院議員総選挙には不出馬。総選挙後に死去した。